# Viura (Rebsorte)

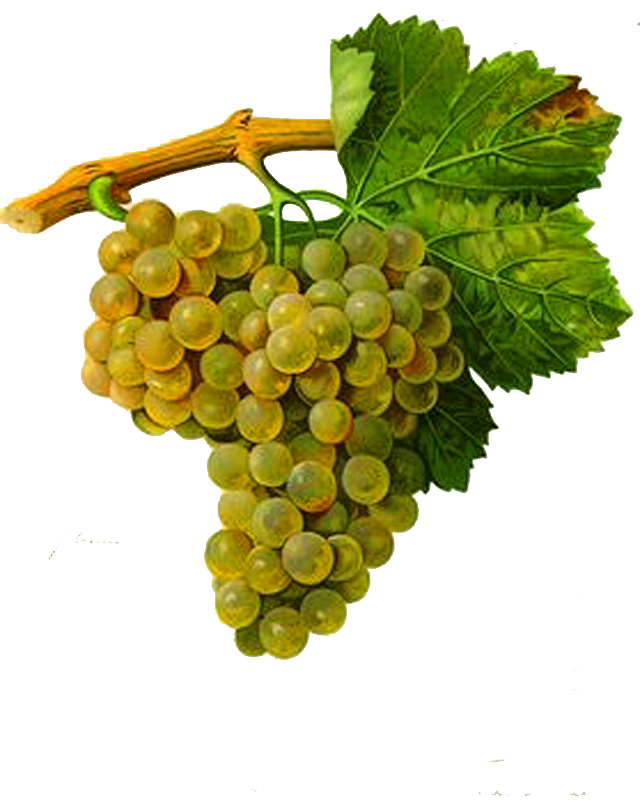
Macabeo im Buch von Viala & Vermorel

Viura oder Macabeo (auf Spanisch) bzw. Macabeu (auf Katalanisch) ist in Nordspanien die am häufigsten angebaute Weißweinsorte. In den Bereichen Penedès und Conca de Barberà zählt sie zu den wichtigsten Sorten für den spanischen Schaumwein Cava. Unter dem Namen Viura sorgt sie in Rioja für 90 % des weißen Bestandes und wird vor allem für früh trinkbare, frische Weißweine verwendet, die einen niedrigen Alkoholgehalt aufweisen. Daneben wird sie in den spanischen D.O. Regionen Alicante, Bullas, Calatayud, Cigales, Costers del Segre, Méntrida, Rueda DO, Utiel-Requena und Valdepeñas, angebaut. Im Jahr 2016 betrug die bestockte Rebfläche in Spanien 36.963 Hektar; weltweit waren es 38.625 ha.
Aber auch im Roussillon in Frankreich (ca. 2.778 Hektar Rebfläche Stand 2007) ist sie häufig als Verschnittpartner für Chardonnay oder Bourboulenc anzutreffen. Die ertragreiche und spät reifende Sorte ist trockenresistent, aber anfällig für Pilzkrankheiten. Wenn die Traube spät gelesen wird, erbringt sie alkoholreiche, eher säurearme Weißweine mit blumigem Charakter, die häufig zu bernsteinfarbenen Dessertweinen wie den Rivesaltes verarbeitet werden. Sie neigt wenig zur Oxidation und wird deshalb gerne in frühgelesenem Zustand mit Chardonnay verschnitten. Da sie spät austreibt, ist sie in Regionen mit Spätfrösten beliebt. Weltweit sind etwas über 38.000 Hektar mit dieser Rebsorte bestockt.
Siehe auch die Artikel Weinbau in Spanien, Weinbau in Frankreich und Weinbau in Argentinien sowie die Liste von Rebsorten.

## Ampelographische Sortenmerkmale
In der Ampelographie wird der Habitus folgendermaßen beschrieben:
- Die Triebspitze ist völlig offen. Sie ist weißwollig behaart, gelegentlich mit sehr leichtem roten Anflug. Die hellgrünen Jungblätter sind dicht behaart.
- Die mittelgroßen Blätter sind fünflappig und dabei stark gebuchtet (siehe auch den Artikel Blattform). Die Stielbucht ist lyrenförmig offen. Das Blatt ist konvex gezahnt. Die Zähne sind im Vergleich zu anderen Sorten mittelgroß. Die Blattoberfläche (auch Blattspreite genannt) ist leicht blasig
- Die konusförmige Traube ist groß und kompakt. Die rundlichen Beeren sind mittelgroß und von gelb-grüner Farbe.

Die wuchskräftige Rebsorte ergibt gute Erträge. Die Erträge sind  meist sehr hoch, sodass durch eine gezielte Reberziehung eine Ertragsminderung durchgeführt werden muss, um gute Weinqualitäten zu erzielen.
Sie zählt zu den spätreifenden Sorten. Die Sorte ist empfindlich gegen den Echten Mehltau, bakterielle Nekrosen und die Rohfäule.
Viura ist eine Varietät der Edlen Weinrebe (Vitis vinifera). Sie besitzt zwittrige Blüten und ist somit selbstfruchtend. Beim Weinbau wird der ökonomische Nachteil vermieden, keinen Ertrag liefernde, männliche Pflanzen anbauen zu müssen.

## Synonyme
Die Rebsorte Macabeo ist auch bekannt unter weiteren 40 Namen: Alcanol, Alcanon (Alcañón hat sich in der Zwischenzeit als eigenständige Sorte herausgestellt), Blanca de Daroca, Blanco de Daroca, Blanco Fino, Cerverola, Charas Blanc, Cola de Renard, Forcalla, Gredelin, Lardot (im Département Drôme), Listan Andaludschii, Listan Andaluzskii, Lloza, Macaban, Macabeo, Macabeu, Maccabeau, Maccabeo, Maccabeo Bijeli, Maccabeou, Maccabeu, Makkobeo, Malvasia, Malvoisie, Perpignan (bei Beaucaire, Frankreich), Provensal, Queue de Renard, Rossan, San Diego, Subirat, Subirats, Tokay, Tortosina, Ugni Blanc, Verdigell, Verdiguell, Viuna, Vuera, Xarello.